# Pułk Konny Księcia Kazimierza Sapiehy

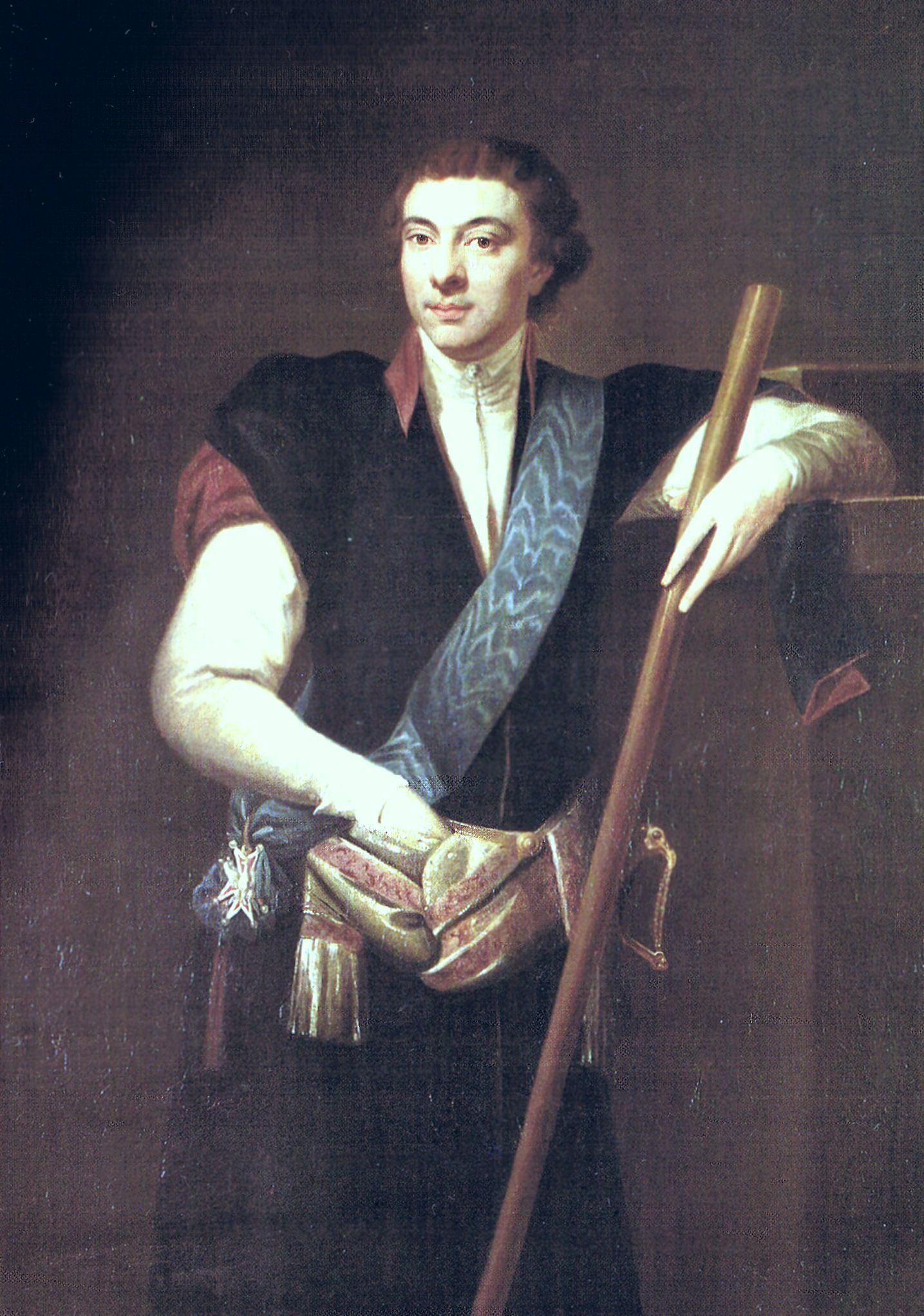
Książę Kazimierz Nestor Sapieha, fundator i szef pułku okresu insurekcji kościuszkowskiej 1794

Pułk Konny Kazimierza Sapiehy – oddział jazdy armii Wielkiego Księstwa Litewskiego wojska I Rzeczypospolitej okresu powstania kościuszkowskiego.
Sformowany w sierpniu 1794 na terenie Wielkiego Księstwa Litewskiego.
Dowódcą oddziału był Sopoćko.